# Let's Go Fly a Coot
«Let's Go Fly a Coot» (укр. «Давай політаємо із простачком») — двадцята серія двадцять шостого сезону мультсеріалу «Сімпсони», прем'єра якої відбулась 3 травня 2015 року у США на телеканалі «Fox».

## Сюжет
Сімпсонів запрошують на день народження Мілгауса. Вечірка є такою великою і дорогою, що Кірк змушений продати будинок, щоб заплатити за неї. Коли Мардж і Гомер усвідомлюють, що зараз всі дні народження є надто дорогими, Гомер вирішує вжити рішучих заходів. Він починає руйнувати великі дні народження інших дітей. однак «боси вечірок» погрожують внести Сімпсонів до «чорного списку» з довічною відмовою у влаштуванні вечірок для дітей. Як компроміс вони пропонують Гомерові самостійно влаштувати Роду Фландерсу чарівне свято на день народження, на що Гомер неохоче погоджується.
Проводячи вечірку у Спрінґфілдському музеї авіації, Сімпсони здивовані, коли один з пілотів-ветеранів, запрошених на свято, впізнає Ейба Сімпсона і розповідає їм про службу того у ВПС США під час Другої світової війни. Однак, побачивши, як Гомер зневажливо ставиться до свого батька, ветерани обурюються.
На вечірці Барт зустрічає нідерландську кузину Мілгауса ― Анніку ван Гутен і починає закохуватись у неї, хоча та постійно скаржиться на американську культуру. Анніка каже Барту купити ще кілька електронних сигарет, від яких вона залежна.
Тим часом ветерани ВПС активно втручаються у стосунки Гомера й Ейба. Під дулом рушниці, змушують Гомера обійняти батька і почати його поважати.

Барт курить з Аннікою

У «Квікі-Марті» Барт бере і собі пачку цигарок. Мардж ловить Барта і Анніку на курінні, хоча Барт і Гомер нагадують їй, що це законно в їхньому штаті. Коли Барт дізнається, що Анніка прямує до аеропорту, щоб летіти додому, дідусь Сімпсон розповідає, що також колись намагався вразити дівчину небезпечним вчинком…
У 1950-х під час служінні у ВПС (людиною, яка відганяла черепах) Ейб був закоханий у офіціантку місцевої закусочної біля бази на ім'я Сонечко. Через те, що був недостатньо сміливий, щоб привернути її увагу, Ейб вирішив здійснити надзвуковий політ, який мало не вбив його. Зрештою, він вижив і завоював Сонечко ― Мону, мати Гомера.
Закінчуючи історію, Ейб закликає Барта бути обережним, роблячи грандіозний жест, щоб завоювати дівчину, оскільки це може тривати не довго, особливо якщо він прикидається кимось, ким він не є. Барт відчайдушно мчить до аеропорту, щоб поговорити з Аннікою до її від'їзду. Анніка глузує з його типового «американського жесту». Однак Барт заявляє, що насправді вона йому не подобається, бо не робить нічого, окрім того, щоб скаржитись, і приємна людям лише тоді, коли чогось хоче. Він скидає їй свої електронні сигарети і йде від неї, залишаючи Анніку приниженою, бо її кинув друг Мілгауса.
У фінальній сцені, коли ветерани залишають Спрінґфілд, Гомер і його батько знову в хороших відносинах. Гомер спочатку готує, подрібнює у блендері і, нарешті, випаровує великий стейк як наповнювач цигарки для Ейба.

## Цікаві факти і культурні відсилання
- Коли «боси вечірок» погрожують, що у дітей Гомера більше не буде днів народжень, Мардж каже Барту та Лісі, що вони «назавжди залишуться у цьому віці», що є сатирою над відсутністю плину часу у мультсеріалі.
- Нідерландська акторка Каріс ван Гаутен, яка озвучувала Анніку ван Гутен має однакове прізвище зі своєю героїнею (в англійському варіанті англ. van Houten)
- Коли Анніку кинув Барт, вона обурено і швидко говорить нідерландською наступне: «Ви знаєте, що можете зробити ― вислухайте мене дуже уважно. Я більше не відчуваю себе так, мені не треба було цього від Вас, дурні американські хлопці…» (англ. You know what you can do, listen to me very carefully. I don’t feel like this anymore, I don't have to take this from you, you american stupid boys…).
  - На початку титрів Анніка промовляє наступне:

|  | Ви можете вкусити мене, зробити стрибок, я не хочу більше витрачати на Вас слова. Зараз я їду додому. Побачимося Оригінальний текст (нід.) jullie kunnen mijn rug op, jullie kunnen de boom in. Ik heb geen zin om meer woorden aan jullie vuil te maken. Ik ga nu naar huis. Tot ziens |

## Ставлення критиків і глядачів
Під час прем'єри серію переглянули 3,12 млн осіб з рейтингом 1.2.
Денніс Перкінс з «The A.V. Club» дав серії оцінку C- сказавши:
|  | Упродовж серії є привиди будь-якої кількості потенційно плідних історій, жодну з яких сценаристи не розвивають далі найосновніших, побіжних контурів. Навіть якби епізод був закладений від підлоги до стелі чудовими жартами та характерними моментами, це все одно були б поспішними, шаленими 22 хвилинами. Так воно і є, він такий же забувальний і погано побудований, як будь-яка [інша серія] Сімпсонів останніх кількох сезонів. |

Згідно з голосуванням на сайті The NoHomers Club більшість фанатів оцінили серію на 1/5 із середньою оцінкою 2,2/5.